# Mucuna hirtipetala
Mucuna hirtipetala är en ärtväxtart som beskrevs av Wilmot-dear och R.Sha. Mucuna hirtipetala ingår i släktet Mucuna och familjen ärtväxter. Inga underarter finns listade i Catalogue of Life.